# Rosse schroefvleugeltiran
De rosse schroefvleugeltiran (Cnipodectes superrufus) is een zangvogel uit de familie Tyrannidae (tirannen).

## Verspreiding en leefgebied
Deze soort komt voor in zuidoostelijk Peru, zuidwestelijk Brazilië en noordwestelijk Bolivia.

## Status
De grootte van de populatie wordt geschat op 2500-10.000 volwassen vogels. Deze vogel komt voor in lage dichtheden, het verspreidingsgebied is versnipperd en de aantallen nemen af door habitatverlies. Op de Rode lijst van de IUCN heeft deze soort daarom de status kwetsbaar.